# Hexatoma (Eriocera) licens
Hexatoma (Eriocera) licens is een tweevleugelige uit de familie steltmuggen (Limoniidae). De soort komt voor in het Oriëntaals gebied.